# Semiothisa finaria
Semiothisa finaria är en fjärilsart som beskrevs av William Schaus 1901. Semiothisa finaria ingår i släktet Semiothisa och familjen mätare. Inga underarter finns listade i Catalogue of Life.